# محمود ذوالفقار
محمود ذوالفقار کارگردان فیلم، هنرپیشه اهل مصر بود. او بین سال‌های ۱۹۴۷ تا ۱۹۶۸ کارگردانی ۴۰ فیلم را بر عهده داشته‌است. فیلمی که او با نام «دست‌های نرم» در سال ۱۹۶۴ کارگردانی کرد، به چهاردهمین جشنواره بین‌المللی فیلم برلین راه‌یافت. او برادر عزالدین ذوالفقار و صلاح ذوالفقار از بازیگران مصر است. او با عزیزه امیر ازدواج کرد و پس از فوت عزیزه در سال ۱۹۵۲، با مریم فخرالدین ازدواج کرد.